# Rheed McCracken
Rheed McCracken (nascido em 20 de janeiro de 1997) é um atleta paralímpico australiano. Defendeu as cores da Austrália disputando os Jogos Paralímpicos do Rio de Janeiro, em 2016, onde obteve a medalha de prata nos 100 metros masculino T34 e a medalha de bronze nos 800 metros masculino da categoria T34.